# Archigny
 Archigny  es una población y comuna francesa, situada en la región de Poitou-Charentes, departamento de Vienne, en el distrito de Châtellerault y cantón de Vouneuil-sur-Vienne.

## Demografía
| 1554 | 1452 | 1239 | 1111 | 992 | 987 |
| Para los censos de 1962 a 1999 la población legal corresponde a la población sin duplicidades (Fuente: INSEE [Consultar]) |      |      |      |     |     |